# آندری لیندا
آندری لیندا (روسی: Андре́й Дми́триевич Ли́нде؛ زاده ۲ مارس ۱۹۴۸) یک فیزیک‌دان و کیهان‌شناس در زمینه فیزیک نظری و کیهان‌شناسی اهل روسیه-ایالات متحده آمریکا است.